# والتر دالي ميلر
والتر دالي ميلر (بالإنجليزية: Walter Dale Miller)‏ هو مربي ماشية وسياسي أمريكي، ولد في 5 أكتوبر 1925 في Viewfield, South Dakota ‏ في الولايات المتحدة، وتوفي في 28 سبتمبر 2015 في دالاس في الولايات المتحدة. نشط حزبياً في الحزب الجمهوري. وقد انتخب عضو داكوتا الجنوبية البيت النواب وانتخب حاكم داكوتا الجنوبية ‏ (19 أبريل 1993 – 7 يناير 1995).

## وصلات خارجية
- والتر دالي ميلر على موقع إن إن دي بي (الإنجليزية)